# NGC 2446
NGC 2446 je galaksija u zviježđu Risu.

## Vanjske poveznice
- SEDS: NGC 2446